# 569 (szám)
Az 569 (római számmal: DLXIX) egy természetes szám, prímszám.

## A szám a matematikában
A tízes számrendszerbeli 569-es a kettes számrendszerben 1000111001, a nyolcas számrendszerben 1071, a tizenhatos számrendszerben 239 alakban írható fel.
Az 569 páratlan szám, prímszám. Pillai-prím. Jó prím. Normálalakban az 5,69 · 102 szorzattal írható fel.
Szigorúan nem palindrom szám.
Az 569 négyzete 323 761, köbe 184 220 009, négyzetgyöke 23,85372, köbgyöke 8,28649, reciproka 0,0017575. Az 569 egység sugarú kör kerülete 3575,13244 egység, területe 1 017 125,179 területegység; az 569 egység sugarú gömb térfogata 771 658 969,2 térfogategység.
Az 569 helyen az Euler-függvény helyettesítési értéke 568, a Möbius-függvényé −1.